# São Martinho das Moitas e Covas do Rio
São Martinho das Moitas e Covas do Rio (oficialmente, União das Freguesias de São Martinho das Moitas e Covas do Rio), é uma freguesia portuguesa do município de São Pedro do Sul, com 53,72 km² de área e 258 habitantes 
(censo de 2021). A sua densidade populacional é 4,8 hab./km².

## História
Foi criada aquando da reorganização administrativa de 2012/2013, resultando da agregação das antigas freguesias de São Martinho das Moitas e Covas do Rio:

## Demografia
A população registada nos censos foi:
| Distribuição da População por Grupos Etários | Distribuição da População por Grupos Etários | Distribuição da População por Grupos Etários | Distribuição da População por Grupos Etários | Distribuição da População por Grupos Etários |
| -------------------------------------------- | -------------------------------------------- | -------------------------------------------- | -------------------------------------------- | -------------------------------------------- |
| Ano                                          | 0-14 Anos                                    | 15-24 Anos                                   | 25-64 Anos                                   | > 65 Anos                                    |
| 2001                                         | 45                                           | 36                                           | 199                                          | 253                                          |
| 2011                                         | 20                                           | 24                                           | 134                                          | 193                                          |
| 2021                                         | 14                                           | 9                                            | 104                                          | 131                                          |

À data da junção das freguesias, a população registada no censo anterior (2011) foi:
| Freguesia atual                                                | Freguesia atual  | Freguesia atual | Freguesias antigas      | Freguesias antigas | Freguesias antigas |
| Freguesia                                                      | População (2011) | Área (km²)      | Freguesia               | População (2011)   | Área (km²)         |
| -------------------------------------------------------------- | ---------------- | --------------- | ----------------------- | ------------------ | ------------------ |
| União das Freguesias de São Martinho das Moitas e Covas do Rio | 371              | 53,72           | São Martinho das Moitas | 251                | 27,21              |
| União das Freguesias de São Martinho das Moitas e Covas do Rio | 371              | 53,72           | Covas do Rio            | 120                | 26,51              |

## Geografia
Esta agregação acabou com uma das particularidades do concelho de São Pedro do Sul: o facto de até aí ter tido uma das poucas freguesias portuguesas territorialmente descontínuas (São Martinho das Moitas).

Antigas freguesias que deram origem à União das Freguesias de São Martinho das Moitas e Covas do Rio (São Pedro do Sul).